# Georg Dionysius Ehret

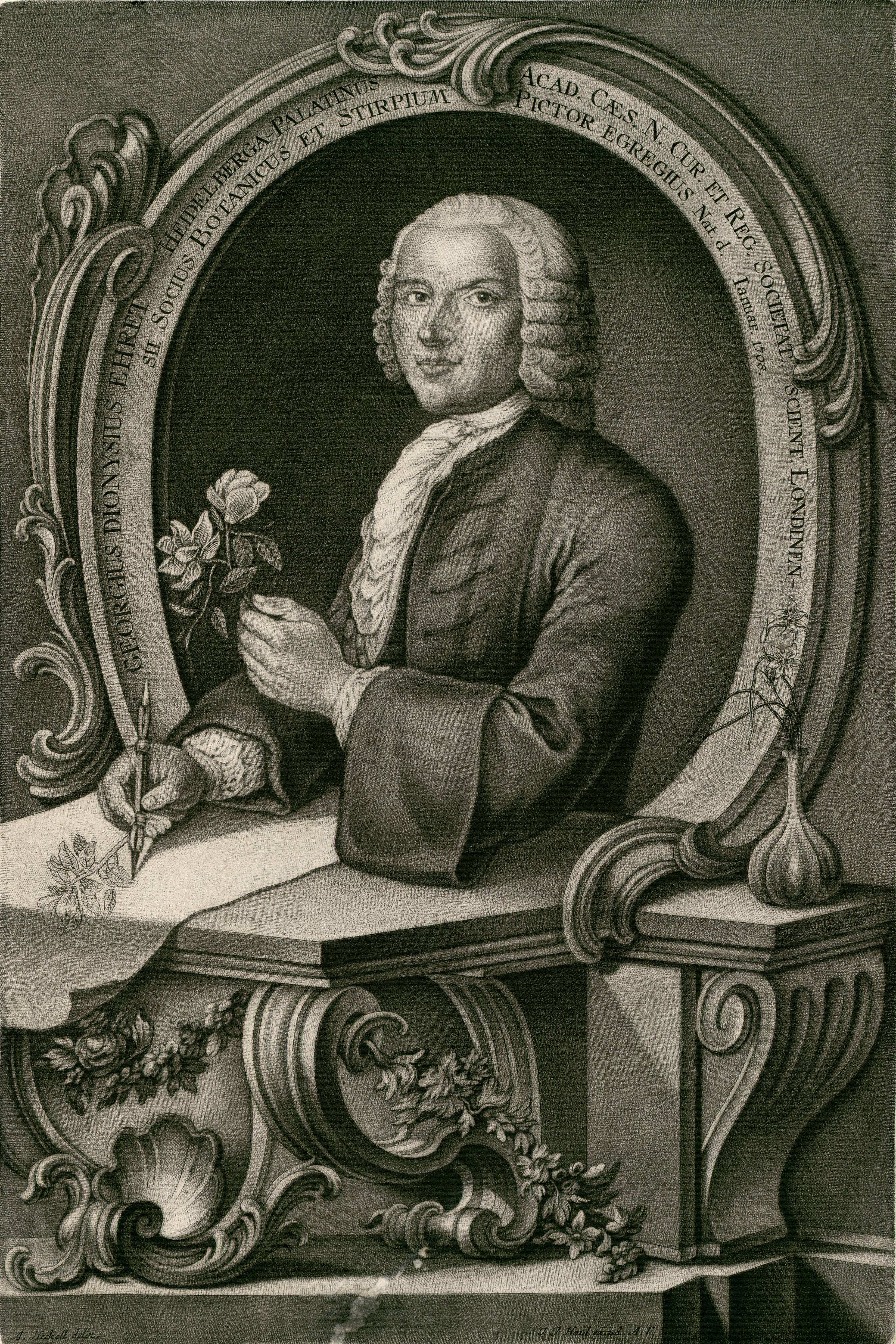

Georg Dionysius Ehret (Baden-Baden, 30 januari 1708 - 9 september 1770) was een Duits naturalist en kunstenaar.
Ehret was de zoon van een tuinier in dienst van de adel. Hij was autodidact in botanica en in tekenen. Zijn botanische tekeningen in aquarel werden opgemerkt door de Neurenbergse arts en botanicus Christoph Jakob Trew. Ehret kwam daarna in dienst van de Jussieu in Parijs. Vandaar reisde hij naar Zweden waar hij samenwerkte met Carl van Linné. Hij maakte de illustraties voor diens boek Hortus Cliffortianus uit 1737.
- Biblioteca Nacional de España: XX1079394
- Bibliothèque nationale de France: cb15097641n (data)
- Author citation (botany): Ehret
- CiNii: DA18663096
- Stuttgart Database of Scientific Illustrators 1450–1950: 34
- Gemeinsame Normdatei: 118529307
- International Standard Name Identifier: 0000 0000 6636 6284
- Library of Congress Control Number: n82254344
- National Gallery of Victoria: 12333
- Nationale bibliotheek van Australië: 35923407
- Nationale Bibliotheek van Israël: 987007427307305171
- Nederlandse Thesaurus van Auteursnamen: 203188187
- Réseau des bibliothèques de Suisse occidentale: 02-A003211268
- RKD-Nederlands Instituut voor Kunstgeschiedenis: 25725
- LIBRIS: 170234
- SNAC: w6s49vp2
- Système universitaire de documentation: 098534920
- Trove: 1147465
- Union List of Artist Names: 500008528
- Virtual International Authority File: 39671650
- WorldCat: E39PBJmpccg4fHMcW98DQwpkjC